# L'Empereur d'Atlantis
Pour les articles homonymes, voir Empereur (homonymie) et Atlantis.
L'Empereur d'Atlantis ou le Refus de la mort (allemand : Der Kaiser von Atlantis, oder die Tod-Verweigerung) est un opéra en un acte et quatre tableaux de Viktor Ullmann. L'œuvre, opus 49, est écrite en 1943, alors que l'auteur est détenu au camp de concentration de Theresienstadt. Le livret est de Peter Kien, poète et peintre également détenu à Theresienstadt.

## Vie de l'œuvre
Écrite pendant la détention d'Ullmann, la partition est confiée par son auteur à Emil Utitz. À la suite de la disparition d'Ullmann, Utitz la confie à Hans Günther Adler.
L'œuvre fut répétée à Terezín par un groupe de détenus,jusqu'à la générale, mais l'administration du camp la censura et l'opéra ne fut donc pas présenté au public.
Il faut attendre 1975 pour assister à sa création. Elle a lieu au Theater Bellevue (nl) d'Amsterdam.
L'œuvre est créée en France en 1995 au Centre Georges Pompidou, à Paris par l’Ensemble 2e2m, dirigé par Paul Méfano, et dans une mise en scène de Serge Noyelle. 

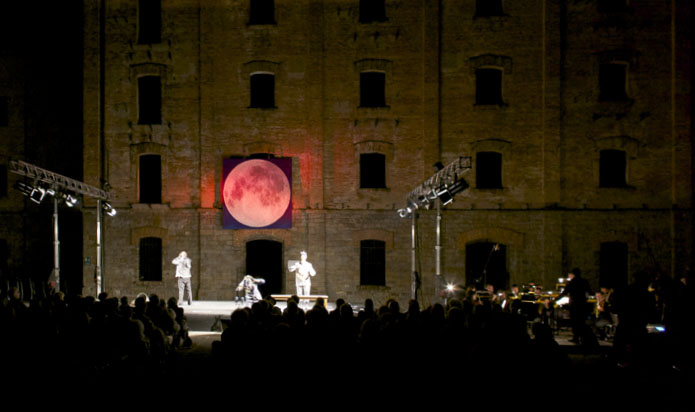
Der Kaiser von Atlantis, Trieste, 2012.

## Rôles, tessitures et distribution
| Rôle                                 | Tessiture          | Distribution de la première répétition, mars 1944 au camp de Tezerin | Distribution de la Première le 16 décembre 1975 Théâtre Bellevue d’Amsterdam |
| ------------------------------------ | ------------------ | -------------------------------------------------------------------- | ---------------------------------------------------------------------------- |
| L'Empereur Overall                   | Baryton            | Walter Windholz                                                      | Meinard Kraak                                                                |
| Le Haut-parleur                      | Basse              | Bedrich Borges                                                       | Lodewijk Meeuwsen                                                            |
| La Mort                              | Basse              | Karel Berman                                                         | Tom Haenen                                                                   |
| Arlequin                             | Ténor              | David Grünfeld                                                       | Adriaan van Limpt                                                            |
| Un Soldat                            | Ténor              | David Grünfeld                                                       | Rudolf Ruivenkamp                                                            |
| La fille à la coupe au carré, soldat | Soprano            | Marion Podolier                                                      | Roberta Alexander                                                            |
| Le Tambour                           | alto/mezzo-soprano | Hilde Aronson‐Lindt                                                  | Inge Frölich                                                                 |
|                                      |                    |                                                                      |                                                                              |

## Résumé
Dans l’Empire d’Atlantis, règne un tyran, l’Empereur Overall (« l’Empereur de tout ») et tout le monde reste prostré dans un monde monotone où le temps s'est arrêté. 
Le Tambour annonce un beau jour la guerre totale sur ordre de l'empereur. Chacun devra se battre à mort contre tous les autres. Mais la Mort refuse cet empiètement inadmissible contre ses droits, se met en grève et refuse dès lors de prendre la moindre âme humaine. 
Il n'y a plus aucune mort ni lors des guerres ni lors des exécutions. Cette mort de la mort bouleverse le pays. 
L’Empereur se prétend alors inventeur de l’immortalité avant de se rendre compte qu'en perdant la faculté de faire peur par son droit de vie et de mort sur ses sujets, il a perdu tout pouvoir.
Pendant ce temps là, chacun découvre chez l'autre l'humanité et l'amour. Arlequin, ce héros bouffon de la Commedia dell’arte, symbolisant la vie, rend l'Empereur fou. La Mort lui propose alors de revenir faire son métier à condition que l'Empereur soit son premier client.
Prologue
Présentation des personnages et cadre de l'histoire.
Premier tableau
Arlequin et La Mort discutent de l'ennui du monde actuel. Mais Le Tambour vient annoncer un édit de L'Empereur Overall : la guerre de tous contre tous est déclarée. Rejetant cette décision unilatérale, La Mort décide de cesser son travail.
Deuxième tableau
L'Empereur, depuis sa salle de commandement, écoute avec attention Le Haut-Parleur qui expose l'évolution du conflit. Chose étrange, personne ne meurt. L'Empereur, d'abord déstabilisé, décide de contrattaquer : il offre l'immortalité à tout le monde, afin que tous puissent combattre.
Troisième tableau
La Fille et Arlequin, tous deux soldats, s'affrontent, puis s'aiment. Le Tambour vient rompre leur idylle, rappelant la guerre de tous contre tous et la promesse d'immortalité.
Quatrième tableau
La Mort propose à l'Empereur de reprendre du service, à la condition expresse que l'Empereur soit le premier à mourir. L'empereur accepte.

## Instrumentation
L'instrumentation a été réalisée en fonction de ce qui était disponible au camp de concentration :
- une flûte, également piccolo
- un hautbois
- une clarinette
- un saxophone alto
- une trompette
- un banjo ténor, également guitare
- un clavecin, également piano
- un harmonium
- percussions : caisse claire, cymbales suspendues, triangle, tam-tam
- deux violons, un alto, un violoncelle, une contrebasse à cinq cordes

## Enregistrements
- 2022: Viktor Ullmann – Der Kaiser von Atlantis; Orchestre de la radio de Munich, avec Patrick Hahn, Christel Loetzsch; BR Klassik[3]

## Sources